# Blaenavon
Blaenavon é uma cidade do condado de Torfaen, ao sudeste do País de Gales. Possui cerca de 6.300 habitantes e foi incluída como Patrimônio Mundial da UNESCO em 2000, pela sua paisagem industrial.
Na cidade está localizada a usina siderúrgica Blaenavon Ironworks, além de minas de carvão, que foram responsáveis pelo aumento da população, quando ativas, em 20.000 habitantes. Com o fechamento da usina em 1900 e da mina em 1980 a população foi ciminuindo até chegar ao número atual.
A cidade possui o Museu Big Pit, localizado na antiga mina de carvão.

Foi considerada uma cidade literária de 28 de Junho de 2003 até em Março de 2006.